# Granida
Granida è un'opera teatrale del 1605 scritta da Pieter Corneliszoon Hooft.
Il 1º marzo 1605 il poeta, drammaturgo e innovatore di Amsterdam Pieter Hooft (1581-1647) completò la sua opera teatrale Granida, che aveva cominciato a scrivere nel 1603. Sicuramente il giovane poeta trovò l'ispirazione per Granida nella sua relazione con la figlia di un mercante di Amsterdam, Ida Quekels, suo grande amore giovanile. Un'altra fonte di ispirazione deve essere stato un lungo soggiorno in Italia - intorno al 1600 - dove aveva conosciuto le nuove correnti letterarie e musicali.

## Genere
Nella storia della letteratura Granida è stata definita pastorella o dramma pastorale, un genere che nel XVI secolo dall'Italia si era diffuso con grande successo in tutta l'Europa occidentale. Come altri generi letterari, anche la poesia bucolica aveva le sue radici nell'antichità classica e fu riscoperta con il Rinascimento. I testi pastorali simboleggiano la fuga dalla civiltà raffinata e decadente della corte e dell'aristocrazia e il rifugiarsi nella vita semplice della campagna.
La questione è se Granida sia davvero un dramma pastorale. Infatti solo il primo atto è davvero ambientato nel mondo pastorale: il secondo, terzo e quarto atto sono ambientati a corte, il quinto atto in parte in campagna e in parte (l'epilogo) di nuovo a corte. I due mondi si intrecciano, in modo tale da suggerire che si tratti di un dramma insieme cortese e bucolico. Lo stesso Hooft aggirò il problema della definizione dell'opera, infatti dichiarò che Granida non era né una tragedia né una commedia.

## Trama
Il dramma è ambientato in Persia e comincia in campagna, dove si svolge una conversazione leggera, musicale, erotica, tra il pastore Daifilo e la pastora Dorilea. Poi compare la principessa Granida, che si è allontanata dalla sua battuta di caccia. Granida fa una tale impressione a Daifilo che questi perde tutta la sua attenzione per Dorilea. Granida dal canto suo è colpita dall'atteggiamento cortese di Daifilo.
Il secondo atto si svolge nella corte persiana, dove si trova Daifilo. Egli è al servizio di Tisiferne, un nobile cortigiano che aspira alla mano di Granida, figlia del re. Tisiferne però ha un rivale nel crudele Ostrobas, il figlio del re dei Parti, che con tono solenne chiede la mano di Granida. Deve esserci un duello tra Ostrobas e Tisiferne per decidere a chi Granida sarà data in moglie. Allora Daifilo si offre di duellare al posto di Tisiferne - nessuno lo riconoscerà dietro la visiera dell'elmo. Dopo aver esitato un po', Tisiferne accetta. Daifilo sconfigge Ostrobas nel duello e lo uccide, il re dichiara Tisiferne vincitore. Prima del matrimonio Granida e Daifilo architettano un piano - suggerito da Granida - per rapire la principessa, un piano in cui è coinvolta anche la nutrice. Quest'ultima, con grande commozione, racconta a Tisiferne e al re che la dea Minerva ha fatto salire in cielo Granida per accoglierla tra gli dei. Tisiferne è talmente sconvolto che rinuncia alla sua posizione sociale, cede la sua autorità di governatore a Daifilo e parte per vivere una vita da cavaliere errante. Al re non resta altro che accettare la situazione, mentre Daifilo finge di cadere dalle nuvole e sta al gioco. Quinto atto: è notte e lo spirito del defunto Ostrobas appare al suo amico Artabanus e gli ordina di vendicarlo punendo Daifilo. I due amanti vengono sorpresi, mentre amoreggiano, da Artabanus, che vuole ucciderli. Ma al momento decisivo compare il cavaliere errante Tisiferne, che libera gli amanti e prende prigioniero Artabanus. Segue l'apice tragico del quinto atto: Tisiferne, colpito da un tale amore tra due persone di rango diverso, concede loro il perdono. Tutti insieme si recano a corte per informare il re. Questi si riconcilia con la figlia, accetta Daifilo come genero e il matrimonio può essere celebrato.

## Temi
Il tema più importante dell'opera è il dualismo tra amore platonico e amore terreno. Solo se queste due forme d'amore si fondono completamente può nascere una felicità armoniosa. Dal primo momento che ha visto Granida, Daifilo ha un solo scopo: amare Granida con un sentimento di profonda affinità. Nello stesso tempo Daifilo sa che questo desiderio per lui è irrealizzabile a causa della differenza di estrazione sociale. Lui può provare ad avvicinarsi a Granida, ma solo lei può fare il passo decisivo. Granida prova la stessa affinità di Daifilo e giunge alla conclusione che le differenze sociali non significano niente, perché è la virtù che eleva l'uomo e lo nobilita.
Il secondo tema è la contrapposizione tra corte e campagna, tra un mondo corrotto fatto di apparenza e una "innocente" vita di campagna. Hooft si allontana dalle pastorali italiane e francesi al tal punto da rappresentare entrambi i mondi e non limitarsi all'idillico mondo pastorale. Alla fine Hooft lascia che i suoi protagonisti si dirigano a corte: con questo Hooft vuole indicare al suo pubblico di lettori e spettatori, con un esempio positivo, le loro responsabilità sociali. Notevole è la veloce metamorfosi di Daifilo da semplice pastore a perfetto cortigiano, che assume anche le corrotte abitudini della corte e con fermo contegno riesce a ingannare il re e Tisiferne.

## Struttura
Come la maggior parte delle opere teatrali del Rinascimento, Granida è divisa in cinque atti. Che Hooft sia un innovatore lo vediamo dal fatto che introduce la danza. Questo vuol dire che Hooft ha sostituito il coro anonimo delle sue prime opere teatrali con personaggi collettivi che rappresentano gruppi specifici, come la danza delle pastorelle e la danza delle fanciulle. I cori sono coinvolti direttamente nelle vicende e perciò danno un giudizio non distaccato ma determinato da una forte partecipazione. Scene dense di tensione come il duello, l'apparizione del fantasma e la scoperta dei due amanti conferiscono la necessaria varietà al ritmo della rappresentazione.
Marcata è la differenza nel tono: il dialogo iniziale tra Daifilo e Dorilea è estremamente leggero e giocoso, ma quando Granida entra in scena domina la serietà e Hooft passa al solenne alessandrino. 
Una delle grandi attrattive dell'opera è l'elemento musicale con i vari canti che, soprattutto nel primo atto, vengono eseguiti sulla scena. Anche le danze sono cantate. La musica ha un ruolo importante in tutta l'opera. Tutto questo sicuramente deve aver contribuito alla popolarità dell'opera.

## Accoglienza e popolarità

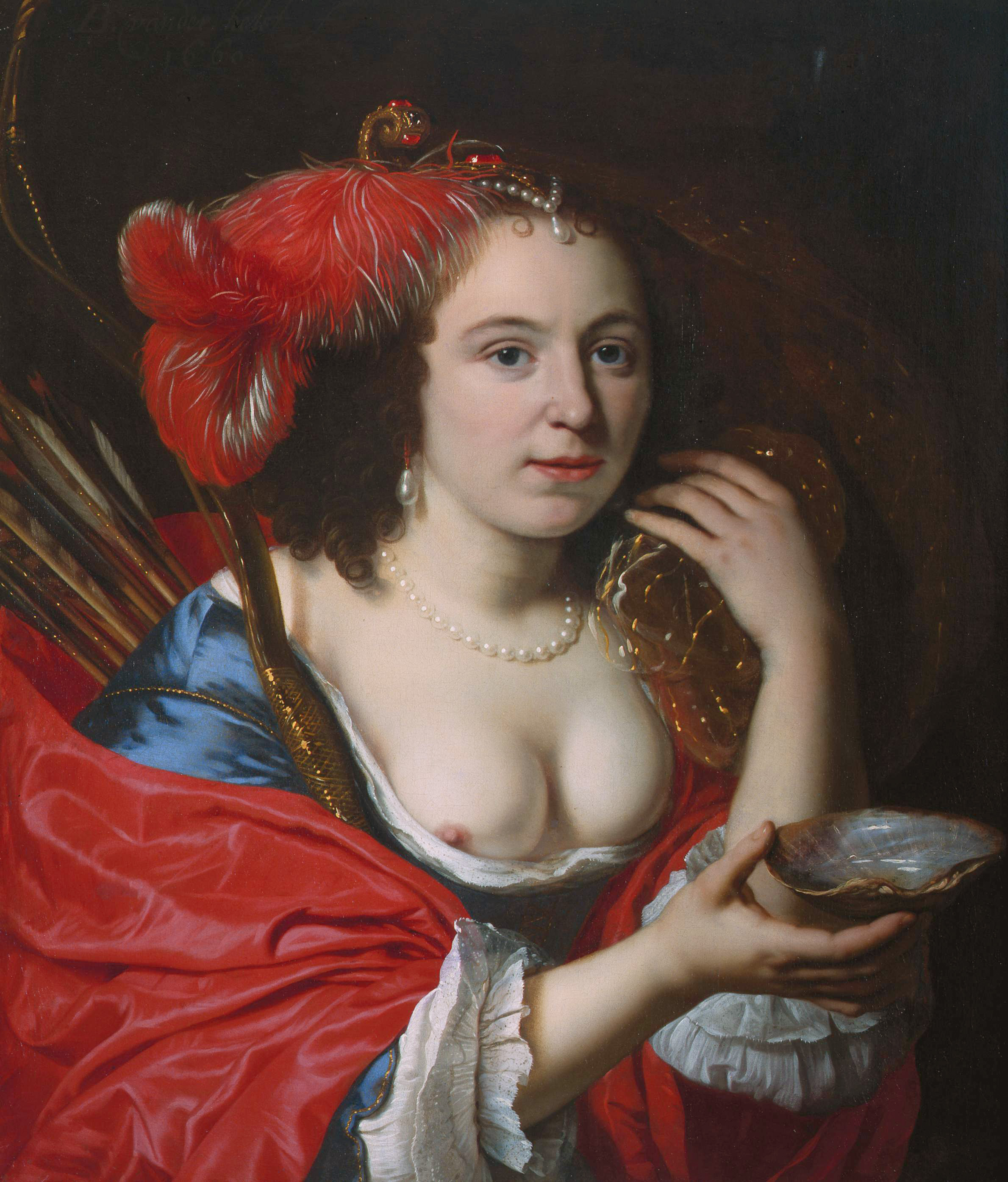
Anna du Pire ritratta come Granida, in un dipinto di Bartholomeus Van der Helst (1660)

Sappiamo con certezza che l'opera fu messa in scena dalla rederijkerskamer (camera di retorica) De Eglentier di Amsterdam, che Hooft diresse per molti anni. Anche se non sappiamo niente sull'accoglienza che ricevette l'opera, possiamo facilmente dedurre che Granida fu molto popolare sin dalla prima rappresentazione. Questo si vede dal fatto che motivi musicali come Het vinnig stralen van de zon e Windeken waar het bos af drilt fecero subito la loro comparsa nei libri di poesia e furono imitati da altri poeti. Anche i personaggi dell'opera, soprattutto Granida, furono amati dai poeti e si trovano nelle raccolte poetiche.
Nel XVII secolo Granida entrò stabilmente nel repertorio del Teatro Civico di Amsterdam (Amsterdamse Schouwburg) e, considerate le entrate del teatro, sembra che attirasse un grande pubblico.
Oltre ai poeti, anche i pittori furono ispirati da Granida, che evidentemente offriva loro un argomento appassionante. Conosciamo anche un gran numero di quadri che rappresentano gli episodi di Granida. La più rappresentata è la cosiddetta scena dell'incontro, dove Daifilo offre alla principessa Granida una conchiglia con dell'acqua. Questa scena si prestava bene anche come ritratto di matrimonio: le dame di buona famiglia erano immortalate come principesse persiane, spesso insieme allo sposo vestito da pastore. L'altra scena che troviamo spesso nei dipinti è quella del quinto atto, dove la coppia di amanti viene sorpresa da Artabanus e i suoi uomini. Il quadro più famoso è del 1625 - si può vedere al Centraal Museum di Utrecht - ed è un'opera del pittore di corte Gerard van Honthorst.
Tutto ciò dimostra che nel XVII secolo Granida ha attirato non solo un grande pubblico ma è stata anche fonte d'ispirazione per letterati e altri artisti dell'epoca.